# Coraly Pedroso

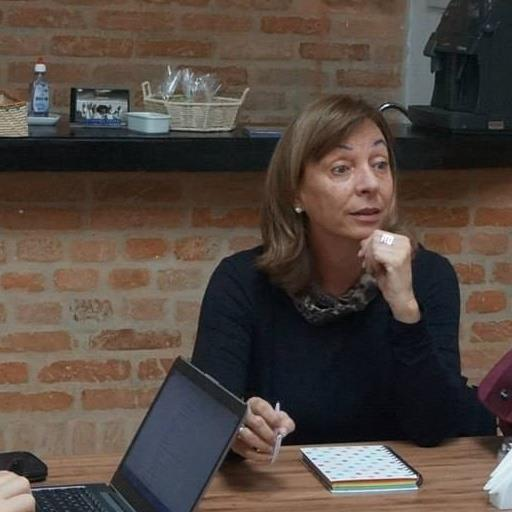
Coraly Pedroso - Foto: Jose Marcos/ Divulgação

Coraly Pedroso Ferraz Alvim, mais conhecida como Coraly Pedroso (São Paulo, 18 de setembro de 1956) é artista plástica, gestora cultural, produtora executiva e ativista social brasileira. Atua na promoção da diversidade e na criação de projetos voltados à economia social e criativa.

## Biografia
Coraly nasceu em São Paulo, formou-se artista plástica pelo Centro Universitário de Belas Artes de São Paulo. Dedica sua carreira profissional ao fomento cultural. Foi proprietária da companhia WZM Plataforma Brasil Holanda e presidente do Instituto Plataforma Brasil entre 2008 e 2011, período no qual colaborou a formatação e aplicação de diversas diretrizes das políticas públicas brasileiras e de organizações privadas.  Em 2011, integra a diretoria cultural do Instituto da Diversidade Brasileira, presidido pelo Professor Hélio Santos.
Foi responsável direta e indiretamente pela realização de diversos intercâmbios entre artistas do Brasil, Europa e África, com nomes internacionalmente reconhecidos, entre eles, Jan Akkerman, Les Nubians e Ernst Reijseger.
Liderou missões internacionais de intercâmbio artístico, com destaque para Holanda, Reino Unido, ambas em 2010, e França em 2008.
Coraly Pedroso defende políticas culturais cidadãs que permitam a participação popular na sua criação, difusão e fruição e que englobem as diferentes nuances da diversidade cultural do Brasil. Também acredita que o diálogo cultural internacional é fundamental para o enriquecimento das relações internacionais, promovendo a cultura da paz pelo entendimento mútuo. Empresária, atua no cenário criativo com projetos que corroboram suas buscas como ativista cultural, ou seja, a promoção da diversidade e da cidadania cultural.
Em 2011, a sua empresa Corajó Produções muda de nome para PrumoPro Projetos e Produções e redireciona suas ações para a gestão de projetos na área de Economia Criativa, com principal atuação nas áreas de educação, cultura, esporte e empreendedorismo social.
Em 2021, assume a presidência da Nix Diversidade e Economia Social, uma organização voltada à promoção de projetos inclusivos e sustentáveis, com atenção especial às populações vulneráveis. Sua trajetória combina experiência no mercado cultural, marketing, publicidade e direção de projetos inovadores que integram diferentes linguagens artísticas e promovem o diálogo cultural global.
Coraly é conhecida por seu trabalho em rede, promovendo intercâmbios entre artistas brasileiros e internacionais. Desenvolveu programas para instituições na área de educação artística e liderou o desenvolvimento e execução de projetos nos mais diversos segmentos, como: festivais, turnês, publicações, feiras literárias e gravações musicais. Entre os principais projetos realizados pela empresa estão a estruturação estratégica do Instituto Salto Para Vida - Adhemar Ferreira da Silva, a criação do museu virtual sobre a banda Moleque de Rua, o desenvolvimento do Programa Internacional de Intercâmbios Artísticos - PRINTA desenvolvimento e gestão de projetos e economia criativa do Projeto Sol (Cidade Dutra).

## Projetos culturais
Entre os projetos desenvolvidos, estão:
- Understanding Unbelief (2019) foi realizado por meio do patrocínio da John Templeton Foundation, administrado pela Universidade de Kent (Reino Unido) por meio do programa Understanding Unbelief.
- Ecocine (2021) festival de cinema ambiental — Produção Executiva e os projetos para leis de incentivo e captação de recursos.
- Feira Literária do Sol (2021) e Itinerâncias Literárias da Feira do Sol (2022–2023).[22]
- Olinda Jazz (7 edições) — Produção executiva. [23][24]
- Festival Quitutes e Batuques (8 edições) — Produção executiva.[25][26]
- Festival Sabores de Cunha (2024) — Desenvolvimento de Projeto e Curadoria para a versão virtual.[27]
- Quinteto Violado — Projetos de turnês.
- Centro Cultural Sabuká Kariri-Xocó — Desenvolvimento de projeto e enquandramento em lei para incentivo, com  atividades do Centro Cultural da aldeia Kariri-Xocó (Alagoas).[28]

## Projetos no audiovisual
No audiovisual, Coraly foi produtora executiva de diversos projetos, incluindo:
- Mulheres de Sol (curta-metragem, 2020);[29]
- Bye, Bye, Desemboque — Lima Duarte e Suas Veredas (longa-metragem, 2021);
- VideoClipe Encontro internacional de Quinteto Violado com Laurie e Jan Akkerman celebra Olinda e Holanda (2021);[30]
- A Independência é Nossa Língua (animação, 2022).[31][32]

## Prêmios
Prêmio Promotores de desenvolvimento — Prêmio "Promotores de desenvolvimento", em sua 17.ª edição, promovido pela Câmara Legislativa Municipal de São Paulo (Brasil). Novembro de 2022, como presidente da NIX Diversidade e Economia Social.
Prêmio  50 anos da Nike — foi premiada pela Nike, durante as comemorações internacionais de 50 anos da marca, como referência em esporte e inclusão no Brasil. Junho de 2022. Coraly, como presidente da NIX, representada neste evento pelo Diretor Fabrício Addeo Ramos.